# Vindula rookiana
Vindula rookiana är en fjärilsart som beskrevs av Embrik Strand 1916. Vindula rookiana ingår i släktet Vindula och familjen praktfjärilar. Inga underarter finns listade i Catalogue of Life.